# George Prideaux Robert Harris

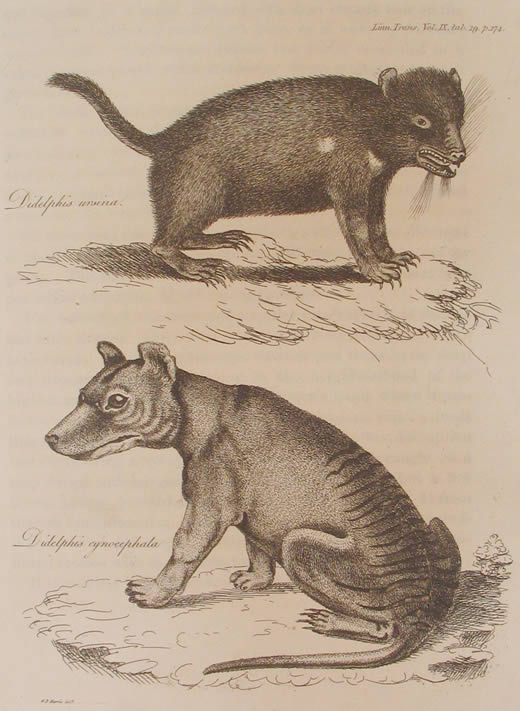
Grabado con las anotaciones Didelphis ursina (arriba, hoy Sarcophilus harrisii) y Didelphis cynocephala (abajo, hoy Thylacinus cynocephalus) basado en dibujos de Harris.

George Prideaux Robert Harris (1775–1810) fue supervisor general en los primeros días de la Tierra de Van Diemen (hoy Tasmania, Australia) desde su establecimiento en 1803 hasta su muerte en Hobart Town en 1810. También fue un explorador, artista y naturalista que describió muchas de las plantas y marsupiales nativos de la isla, como el demonio de Tasmania (Sarcophilus harrisii) y el tilacino (Thylacinus cynocephalus).